# Liste de stades de football en Suisse
Cet article présente une liste non exhaustive des stades de football de Suisse ayant une capacitée supérieure à 2500 places. Ils peuvent accueillir également des compétitions d'athlétisme, des concerts ou d'autres évènements.
La capacité indiquée est celle autorisée dans le cadre de rencontres de football.
Les stades énumérés sont des installations dotées d'au moins une tribune couverte et sont homologués par l'Association suisse de football pour la pratique du football de compétition. 

## Stades d'une capacité supérieure à8 500 places
| Stade                             | Places  | Ville       | Canton     | Club(s)                                    |
| --------------------------------- | ------- | ----------- | ---------- | ------------------------------------------ |
| Parc Saint-Jacques                | 37 9940 | Bâle        | Bâle-Ville | FC Bâle                                    |
| Stade du Wankdorf                 | 31 7000 | Berne       | Berne      | BSC Young Boys, BSC Young Boys (féminines) |
| Stade de Genève                   | 28 2290 | Genève      | Genève     | Servette FC                                |
| Stade du Letzigrund               | 26 1140 | Zurich      | Zurich     | FC Zürich, Grasshopper Club Zurich         |
| kybunpark                         | 20 0290 | Saint-Gall  | Saint-Gall | FC Saint-Gall                              |
| Swissporarena                     | 16 4900 | Lucerne     | Lucerne    | FC Lucerne                                 |
| Stade olympique de la Pontaise    | 14 7050 | Lausanne    | Vaud       | FC Stade Lausanne Ouchy                    |
| Stade Neufeld                     | 14 0000 | Berne       | Berne      | FC Berne                                   |
| Stade de Tourbillon               | 13 5090 | Sion        | Valais     | FC Sion                                    |
| Stade de la Tuilière              | 13 132  | Lausanne    | Vaud       | FC Lausanne-Sport                          |
| Stadio comunale Riva IV (it)      | 12 160  | Chiasso     | Tessin     | FC Chiasso                                 |
| Stade de la Maladière             | 11 997  | Neuchâtel   | Neuchâtel  | Neuchâtel Xamax FCS                        |
| Stadion Brühl (de)                | 10 964  | Granges     | Soleure    | FC Granges                                 |
| Stadion Lachen (de)               | 10 350  | Thoune      | Berne      |                                            |
| Stockhorn Arena                   | 10 014  | Thoune      | Berne      | FC Thoune, FC Thoune (féminines)           |
| Stadion Altenburg                 | 10 000  | Wettingen   | Argovie    | FC Wettingen                               |
| Stade universitaire Saint-Léonard | 10 000  | Fribourg    | Fribourg   | FC Fribourg                                |
| Stadio del Lido (it)              | 10 000  | Locarno     | Tessin     | FC Locarno                                 |
| Sportanlagen Kleinholz            | 9 000   | Olten       | Soleure    | FC Olten                                   |
| Stade de la Schützenwiese         | 8 700   | Winterthour | Zurich     | FC Winterthour                             |

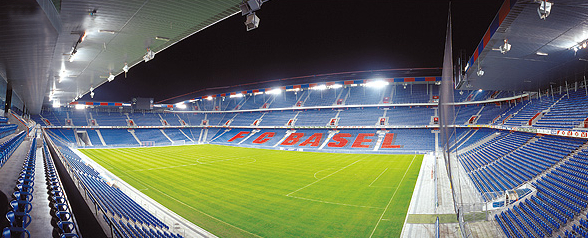
Parc Saint-Jacques
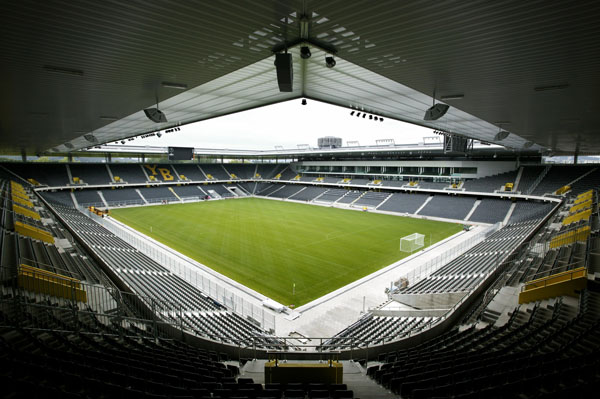
Stade du Wankdorf
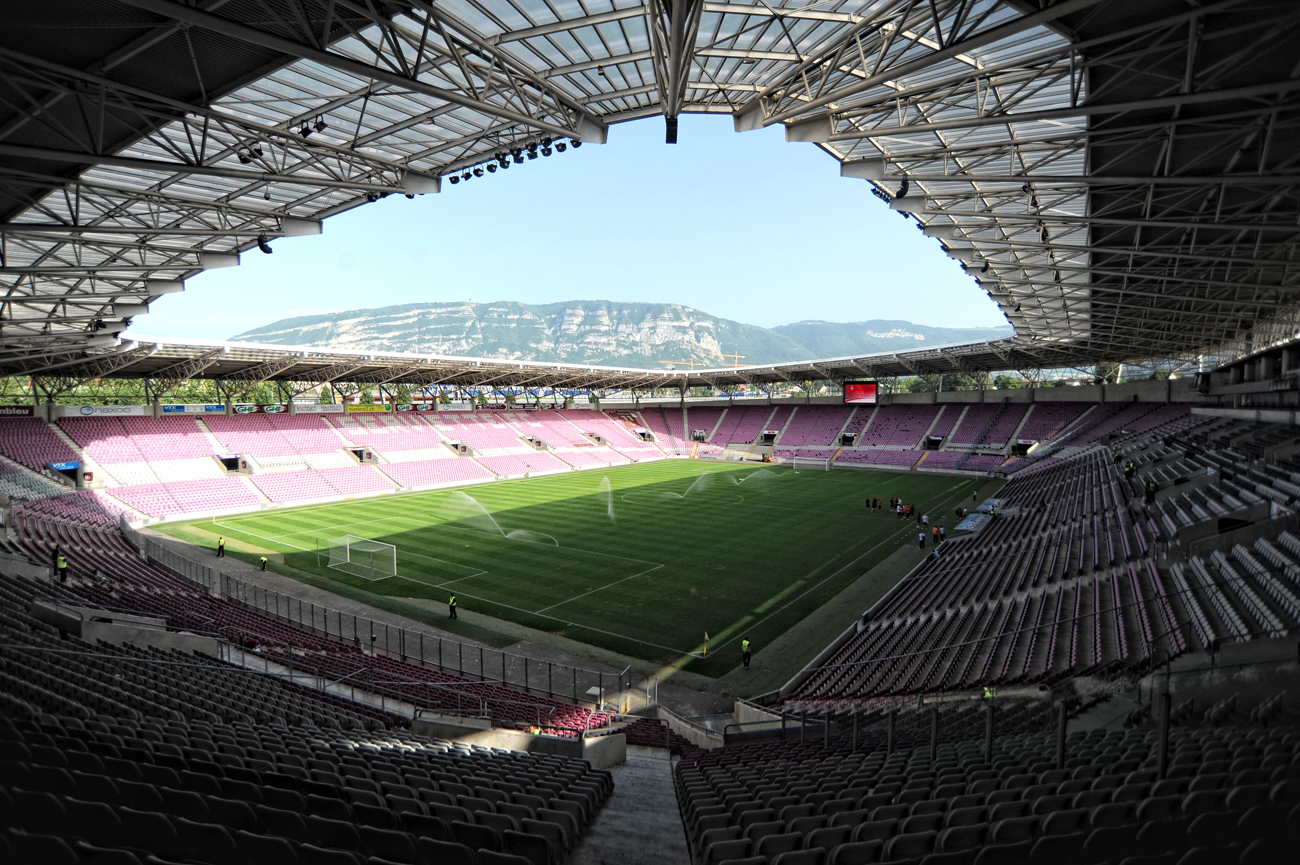
Stade de Genève
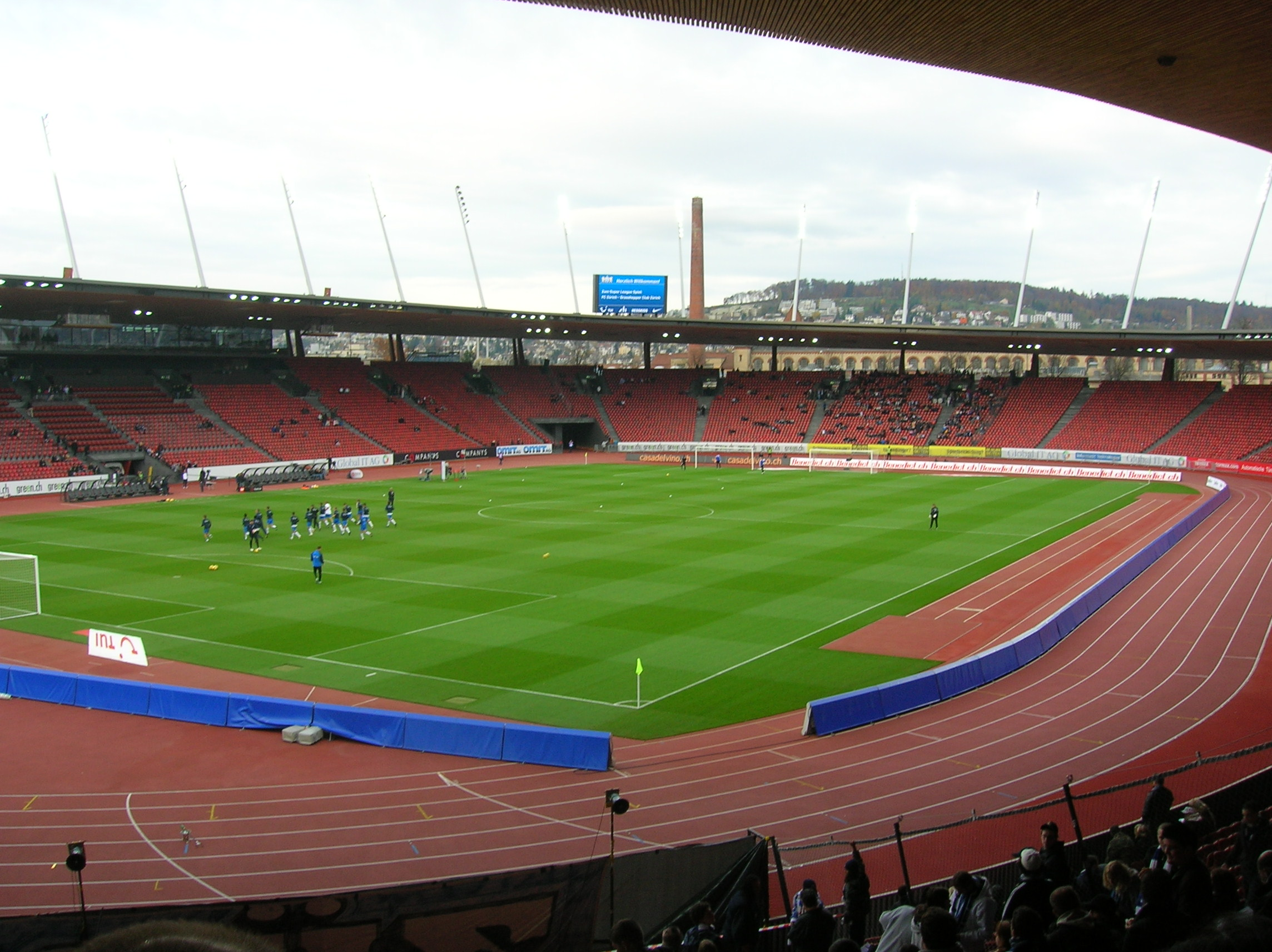
Stade du Letzigrund
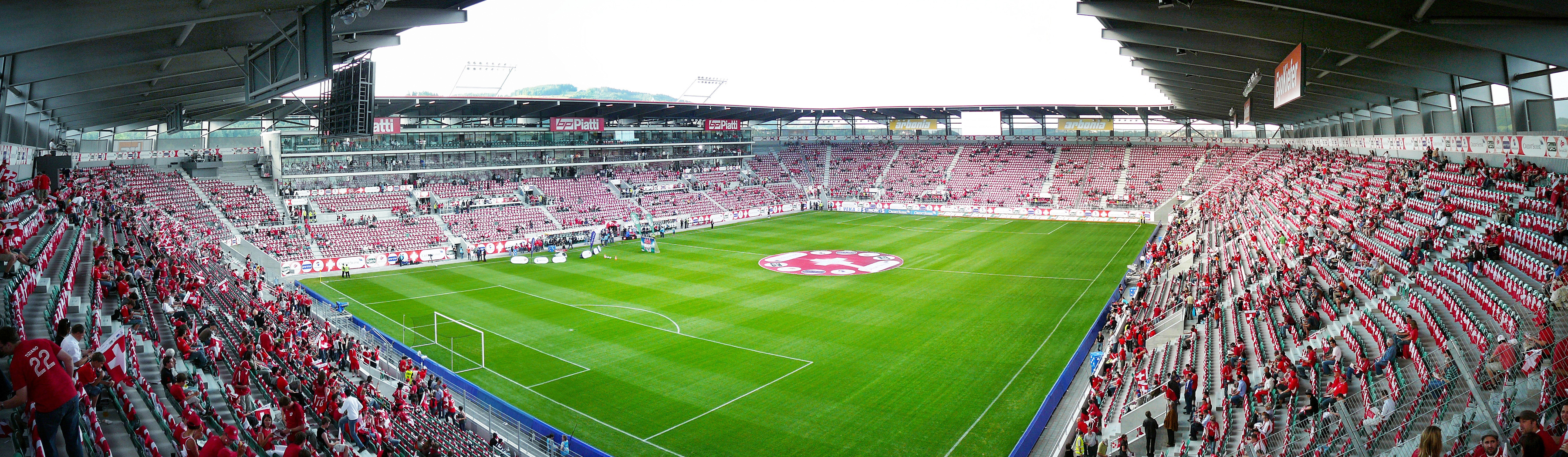
kybunpark

## Stades d'une capacité entre5 000 placeset8 500 places
| Stade                             | Places | Ville             | Canton        | Club(s)                           |
| --------------------------------- | ------ | ----------------- | ------------- | --------------------------------- |
| Stade du Brügglifeld              | 8 450  | Aarau             | Argovie       | FC Aarau                          |
| Stadion Gersag (de)               | 8 200  | Emmen             | Lucerne       | FC Emmenbrücke                    |
| FCS Arena (de)                    | 8 197  | Schaffhouse       | Schaffhouse   | FC Schaffhouse                    |
| Stade Schützenmatte               | 8 000  | Bâle              | Bâle-Ville    | BSC Old Boys                      |
| Stade des Trois-Chêne (it)        | 8 000  | Chêne-Bourg       | Genève        | Servette FCCF CS Chênois          |
| Stade de la Charrière (de)        | 7 950  | La Chaux-de-Fonds | Neuchâtel     | FC La Chaux-de-Fonds              |
| Rankhof                           | 7 600  | Bâle              | Bâle-Ville    | FC Nordstern Bâle                 |
| Stadion Esp (de)                  | 7 000  | Baden             | Argovie       | FC Baden                          |
| Hubelmatt                         | 7 000  | Lucerne           | Lucerne       | FC Lucerne féminin                |
| Stadion FC Solothurn              | 6 750  | Soleure           | Soleure       | FC Soleure                        |
| Tissot Arena                      | 6 000  | Biel/Bienne       | Berne         | FC Biel-Bienne                    |
| Leichtathletik-Stadion, St. Jakob | 6 000  | Bâle              | Bâle-Ville    | FC Bâle féminin FC Concordia Bâle |
| Stadio comunale Cornaredo         | 5 476  | Lugano            | Tessin        | FC Lugano                         |
| Lidl Arena                        | 5 530  | Wil               | Saint-Gall    | FC Wil                            |
| Kleine Allmend                    | 5 375  | Frauenfeld        | Thurgovie     | FC Frauenfeld                     |
| Stade de l'Espenmoos              | 5 350  | Saint-Gall        | Saint-Gall    | FC Saint-Gall féminin             |
| Gitterli                          | 5 300  | Liestal           | Bâle-Campagne | FC Liestal (de)                   |
| Stade de la Blancherie            | 5 263  | Delémont          | Jura          | SR Delémont                       |
| Stade de Bouleyres                | 5 150  | Bulle             | Fribourg      | FC Bulle                          |
| Stade municipal                   | 5 100  | Yverdon-les-Bains | Vaud          | Yverdon-Sport FC                  |
| Stadio Comunale Bellinzona        | 5 000  | Bellinzone        | Tessin        | AC Bellinzone                     |

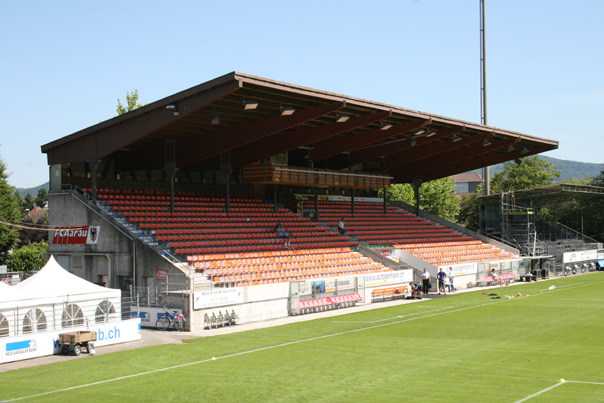
Stade du Brügglifeld
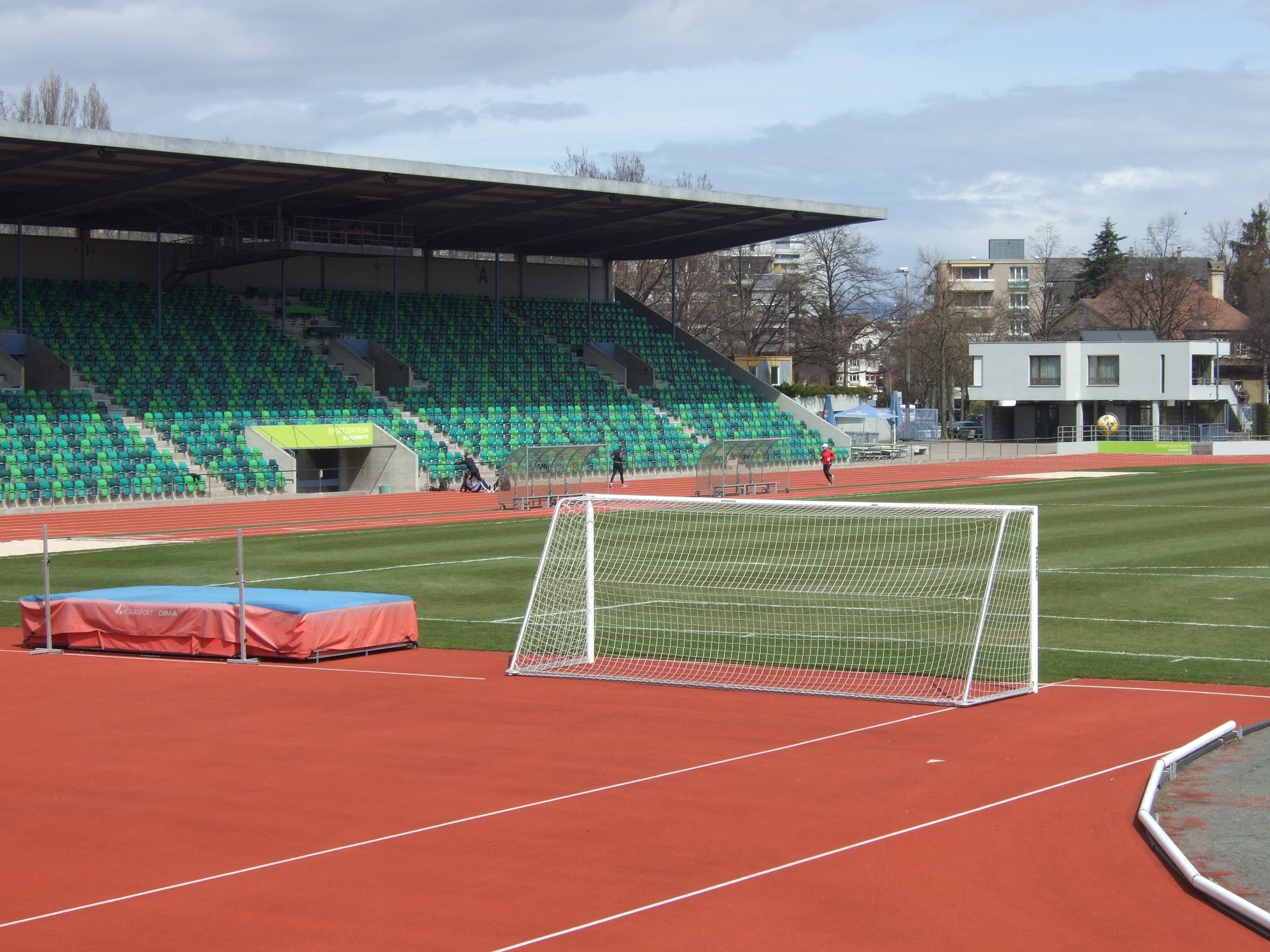
Stade Schützenmatte
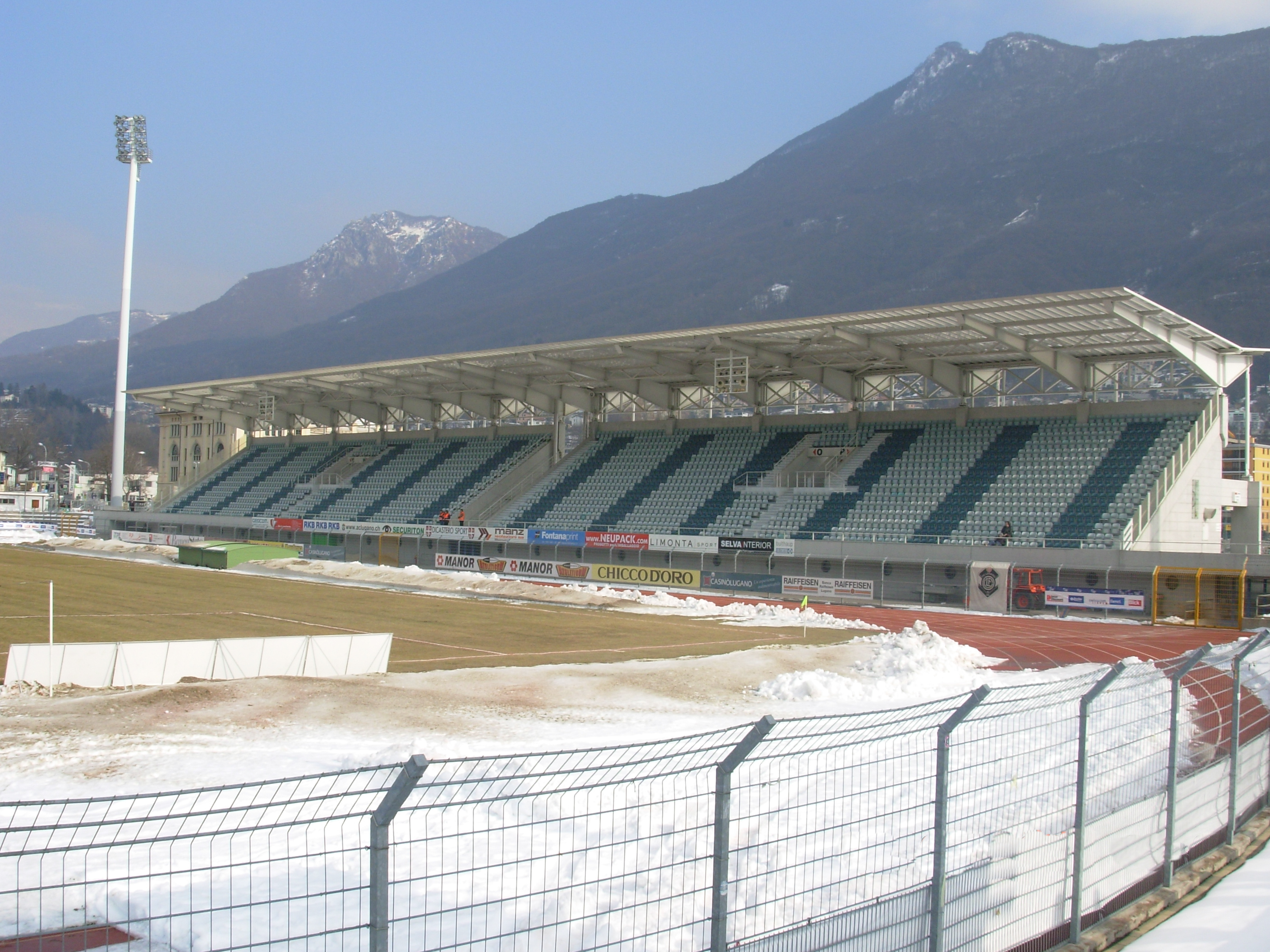
Stadio comunale Cornaredo
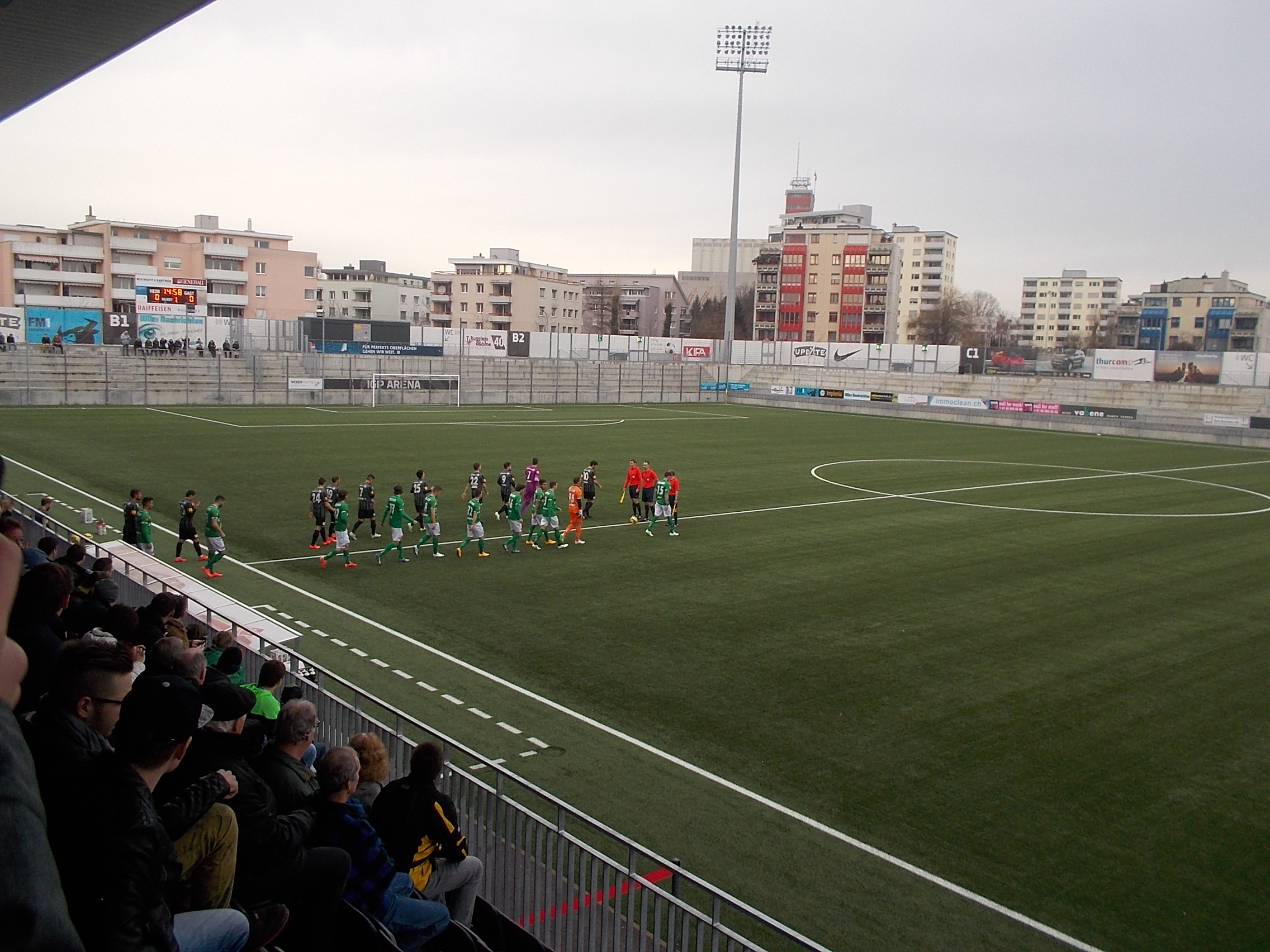
Lidl Arena
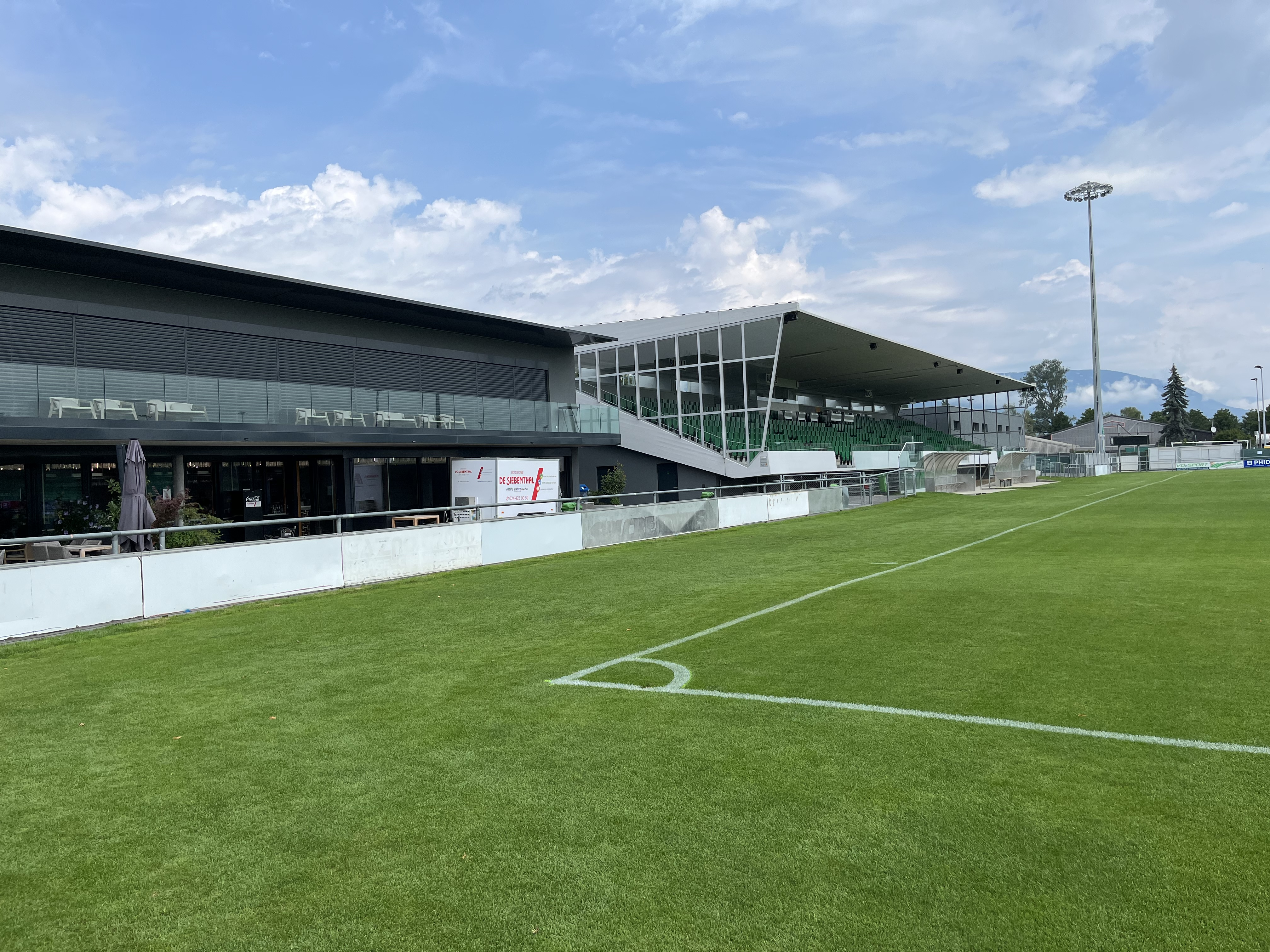
Stade municipal (Yverdon-les-Bains)

## Stades d'une capacité inférieure à5 000 places
| Stade                             | Places | Ville           | Canton     | Club(s)                     |
| --------------------------------- | ------ | --------------- | ---------- | --------------------------- |
| Herti Allmend (it)                | 4 900  | Zoug            | Zoug       | Zug 94                      |
| Chrummen                          | 4 500  | Freienbach      | Schwytz    | FC Freienbach               |
| Hard                              | 4 480  | Langenthal      | Berne      | FC Langenthal               |
| Stade de Chailly                  | 4 300  | Montreux        | Vaud       | FC Montreux-Sports          |
| Stadio comunale di Mendrisio (it) | 4 260  | Mendrisio       | Tessin     | FC Mendrisio                |
| Stade du Tirage                   | 4 226  | Porrentruy      | Jura       | FC Porrentruy               |
| Stade de la Fontenette            | 4 110  | Carouge         | Genève     | Étoile Carouge FC           |
| Stade de Frontenex (de)           | 4 000  | Genève          | Genève     | Urania Genève Sport         |
| Stade Philippe Pottier            | 4 000  | Monthey         | Valais     | FC Monthey                  |
| Stade de Copet                    | 3 900  | Vevey           | Vaud       | Vevey-Sports                |
| Paul-Grüninger-Stadion (de)       | 3 750  | Saint-Gall      | Saint-Gall | SC Brühl Saint Gall         |
| Stade des Grands-Prés             | 3 650  | Bassecourt      | Jura       | FC Bassecourt               |
| Stadion Kleinfeld (de)            | 3 500  | Kriens          | Lucerne    | SC Kriens                   |
| Stadion Schlottermilch            | 3 500  | Sursee          | Lucerne    | FC Sursee (de)              |
| Sportplatz Bodenweid              | 3 500  | Berne           | Berne      | FC Prishtina Bern 1990 (de) |
| Stadion Erachfeld                 | 3 500  | Bülach          | Zurich     | FC Bülach (de)              |
| Stade d'Octodure                  | 3 500  | Martigny        | Valais     | FC Martigny-Sports          |
| Stade Sous-Ville (de)             | 3 350  | Baulmes         | Vaud       | FC Baulmes                  |
| Sportplatz Linthstrasse (it)      | 3 300  | Tuggen          | Schwytz    | FC Tuggen                   |
| Stade Juan-Antonio Samaranch      | 3 200  | Lausanne        | Vaud       | FC Stade Lausanne Ouchy II  |
| Stade des Jeanneret               | 3 142  | Le Locle        | Neuchâtel  | FC Le Locle Sports (it)     |
| Stadion Niedermatten              | 3 034  | Wohlen AG       | Argovie    | FC Wohlen                   |
| Sportplatz Eizmoos                | 3 000  | Cham            | Zoug       | SC Cham                     |
| Obere Au                          | 2 996  | Coire           | Grisons    | FC Coire 97                 |
| Centre sportif de Colovray        | 2 960  | Nyon            | Vaud       | FC Stade Nyonnais           |
| Stadion Grünfeld (de)             | 2 700  | Rapperswil-Jona | Saint-Gall | FC Rapperswil-Jona          |
| Sportplatz Liebefeld-Hessgut      | 2 600  | Liebefeld       | Berne      | FC Köniz                    |
| Grendelmatte                      | 2 500  | Riehen          | Bâle-Ville | FC Amicitia Riehen (de)     |

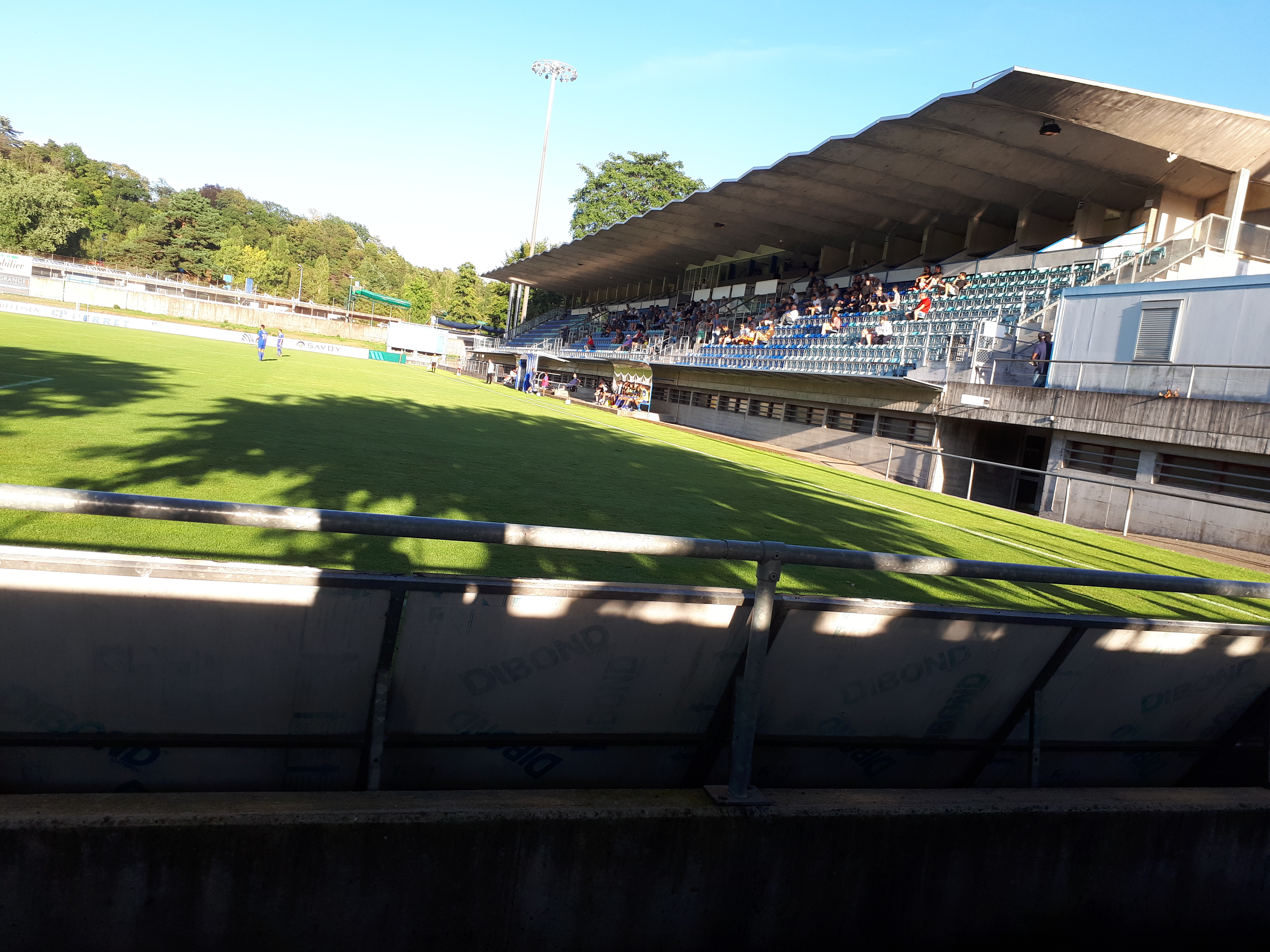
Stade de la Fontenette
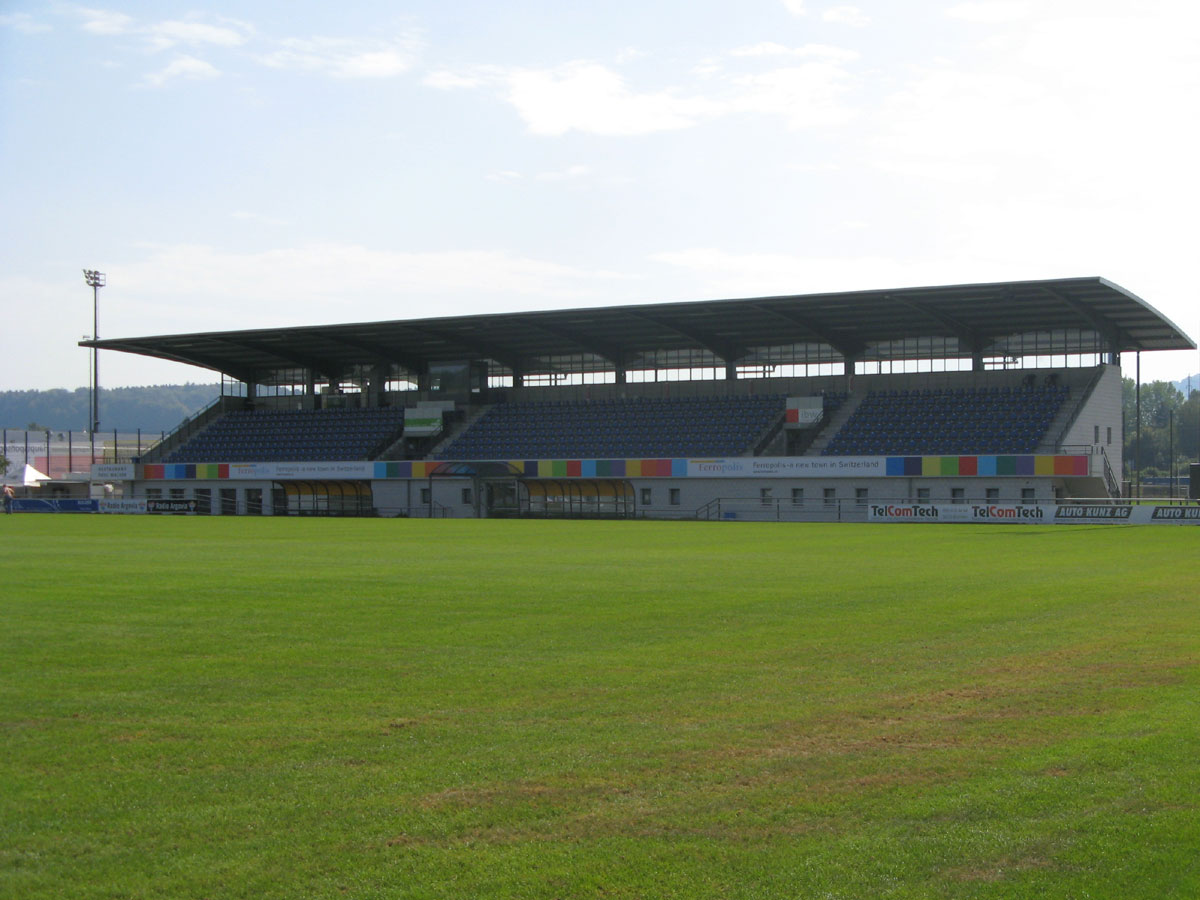
Stadion Niedermatten
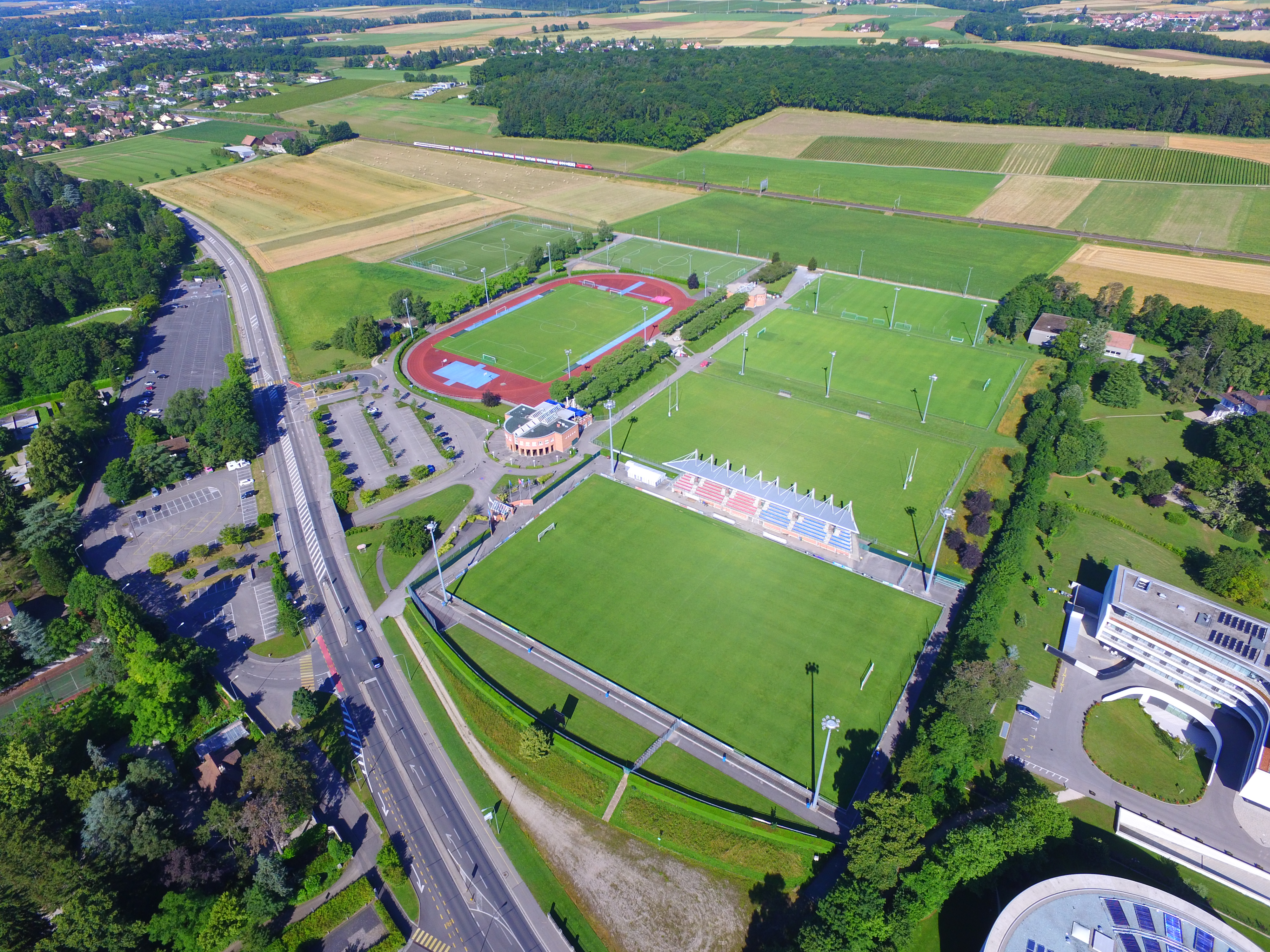
Centre sportif de Colovray